# Wyględów (Mazovie)
Pour les articles homonymes, voir Wyględów.
Wyględów (prononciation : [vɨˈɡlɛnduf]) est un village polonais de la gmina de Sienno dans le powiat de Lipsko de la voïvodie de Mazovie dans le centre-est de la Pologne.
Le village possède approximativement une population de 175 habitants en 2009.

## Histoire
De 1975 à 1998, le village appartenait administrativement à la voïvodie de Radom.